# Altamira de Cáceres (paroisse civile)
Pour les articles homonymes, voir Altamira de Caceres, Altamira (homonymie) et Cáceres.
Altamira de Cáceres est l'une des trois paroisses civiles de la municipalité de Bolívar dans l'État de Barinas au Venezuela. Sa capitale est Altamira de Cáceres. En 2018, sa population s'élève à 3 442 habitants.

## Géographie

### Démographie
Hormis sa capitale Altamira de Cáceres regroupant plusieurs écarts, la paroisse civile possède plusieurs localités dont :
- Agua Fría
- Altamira de Cáceres
  - Caño Abajo
  - El Cañito
  - El Cobalongo
  - El Potrerito
  - Naricita
- Chiquimbuicito Abajo
- Chiquimbuicito Arriba
- Chiquimbuy
  - Chiquimbuy del Sur
- Cucharito Abajo
- Cucharito Arriba
- El Alambique
- El Castillo
- El Filo
- La Laguna
- La Popa
- La Raya
- La Soledad
- La Yuca